# 나디아 데 산티아고
나디아 데 산티아고(스페인어: Nadia de Santiago, 1990년 1월 3일 ~ )는 스페인의 배우이다.

## 출연 작품
- 황야의 무법자 (2016)
- 욕망의 둥지 (2014)
- 알리 (2012)
- 나의 반쪽 (2010)
- 피아노 없는 여자 (2009)
- 13송이 장미 (2007)
- 다크 아워 (2006)
- 알라트리스테 (2006)